# Musée de la vie bourguignonne Perrin de Puycousin
Das Musée de la vie bourguignonne Perrin de Puycousin ist ein burgundisches ethnologisches Museum im Bernhardinerkloster von Dijon im Département Côte-d’Or. Es ist mit dem Museum für sakrale Kunst der Kirche Sainte-Anne (Dijon) verbunden.

## Geschichte
1938 wurde ein erstes Museum von dem Sammler Maurice Bonnefond Perrin de Puycousin im Hôtel Aubriot, 40 Rue des Forges eingerichtet, das 1949 dem Musée des Beaux-Arts angeschlossen, aber 1970 wegen erheblicher Vernachlässigung geschlossen wurde.
1984 wurde das Museum in das ehemalige Bernhardinerkloster von Dijon (17. Jahrhundert) in 17 Rue Sainte-Anne verlegt. 1993 wurde es mit dem Museum für sakrale Kunst zusammengelegt.

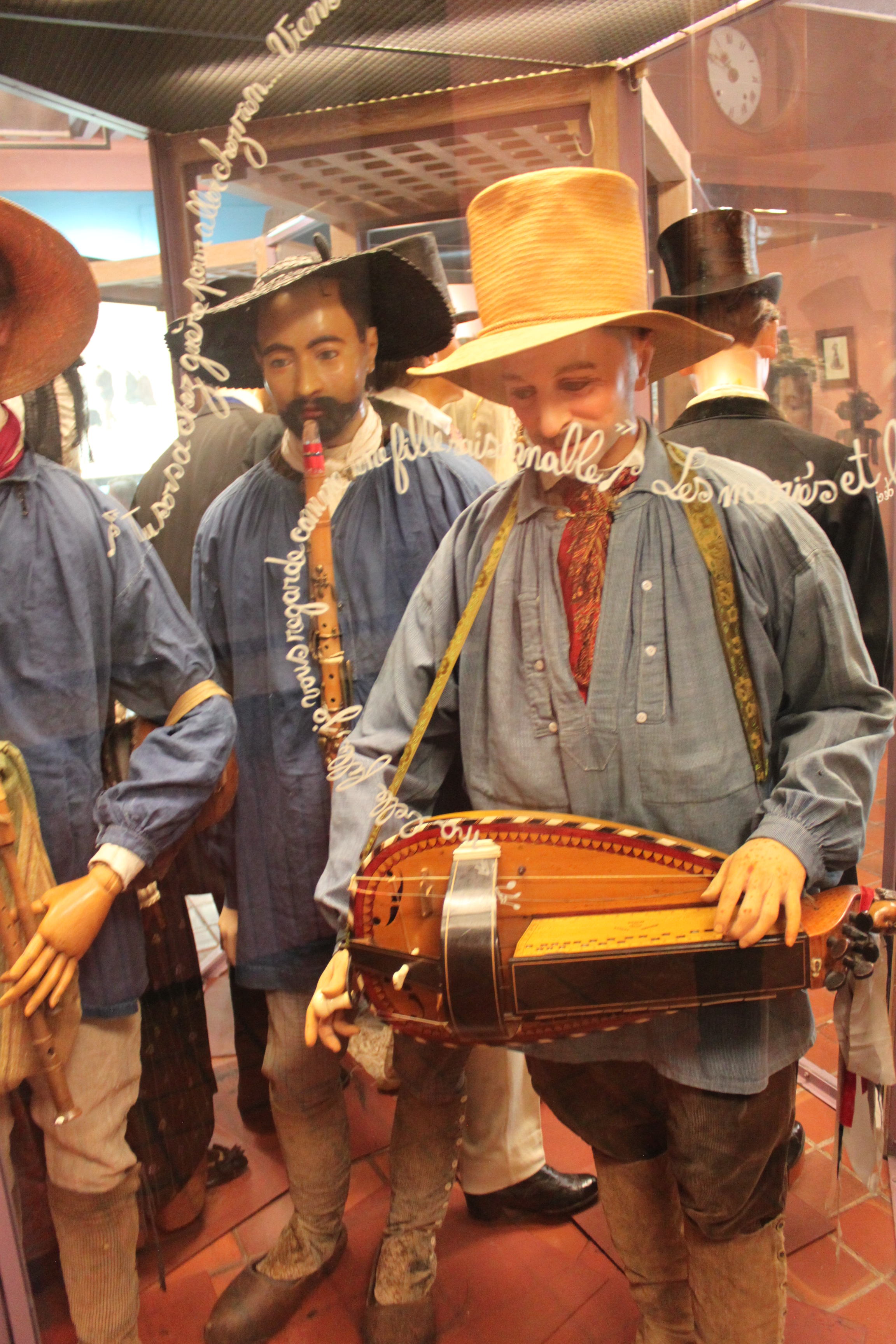
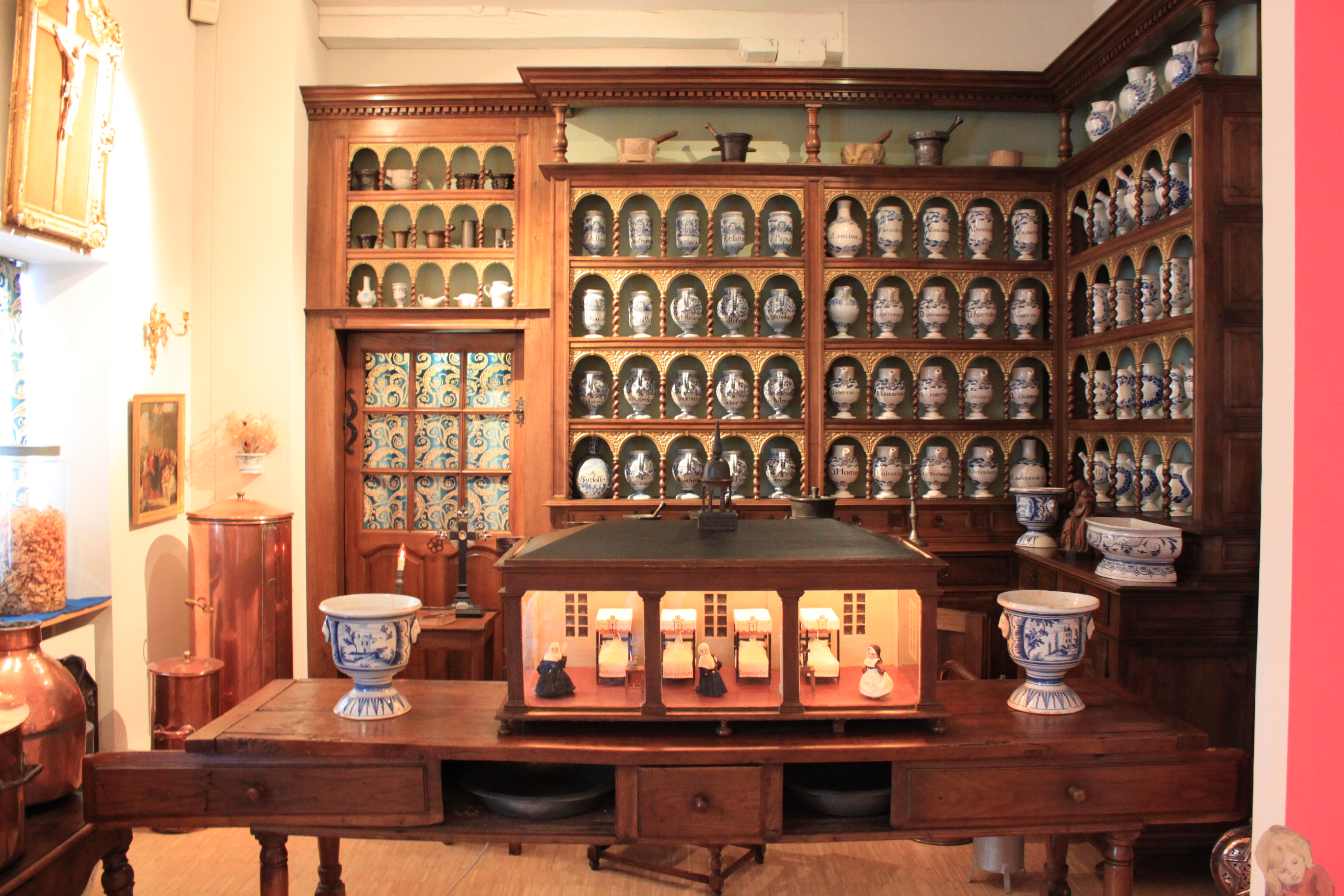
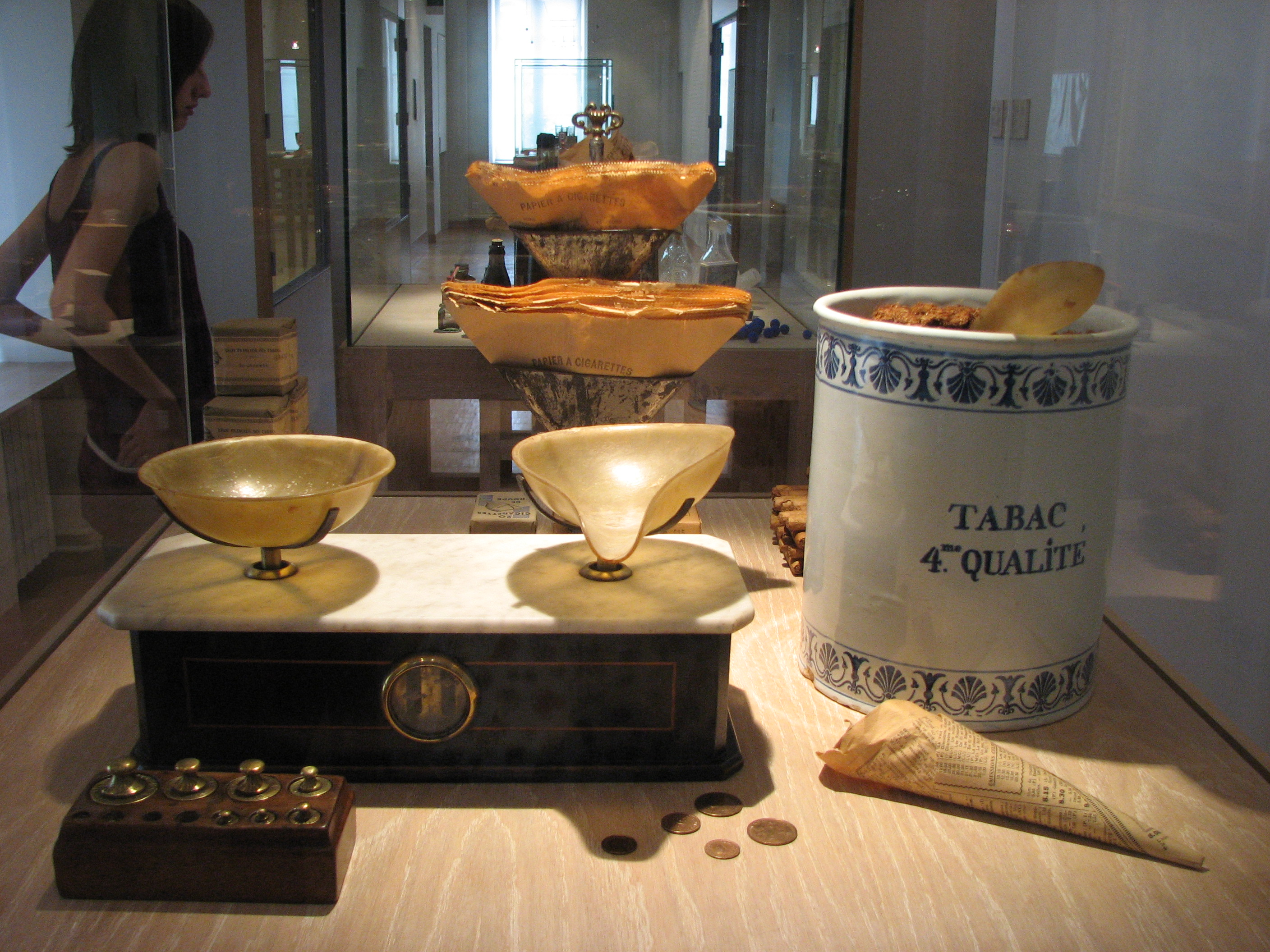
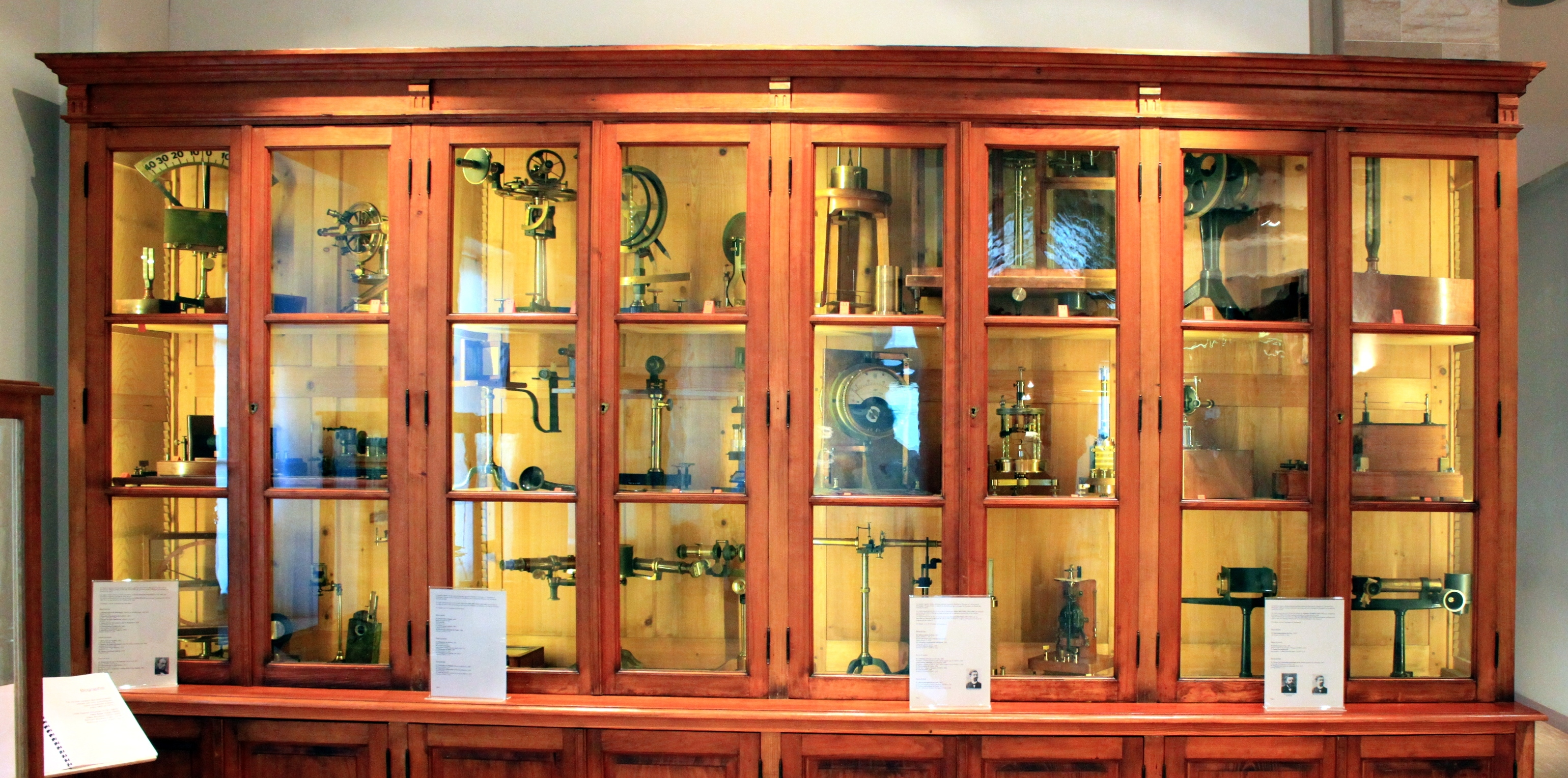
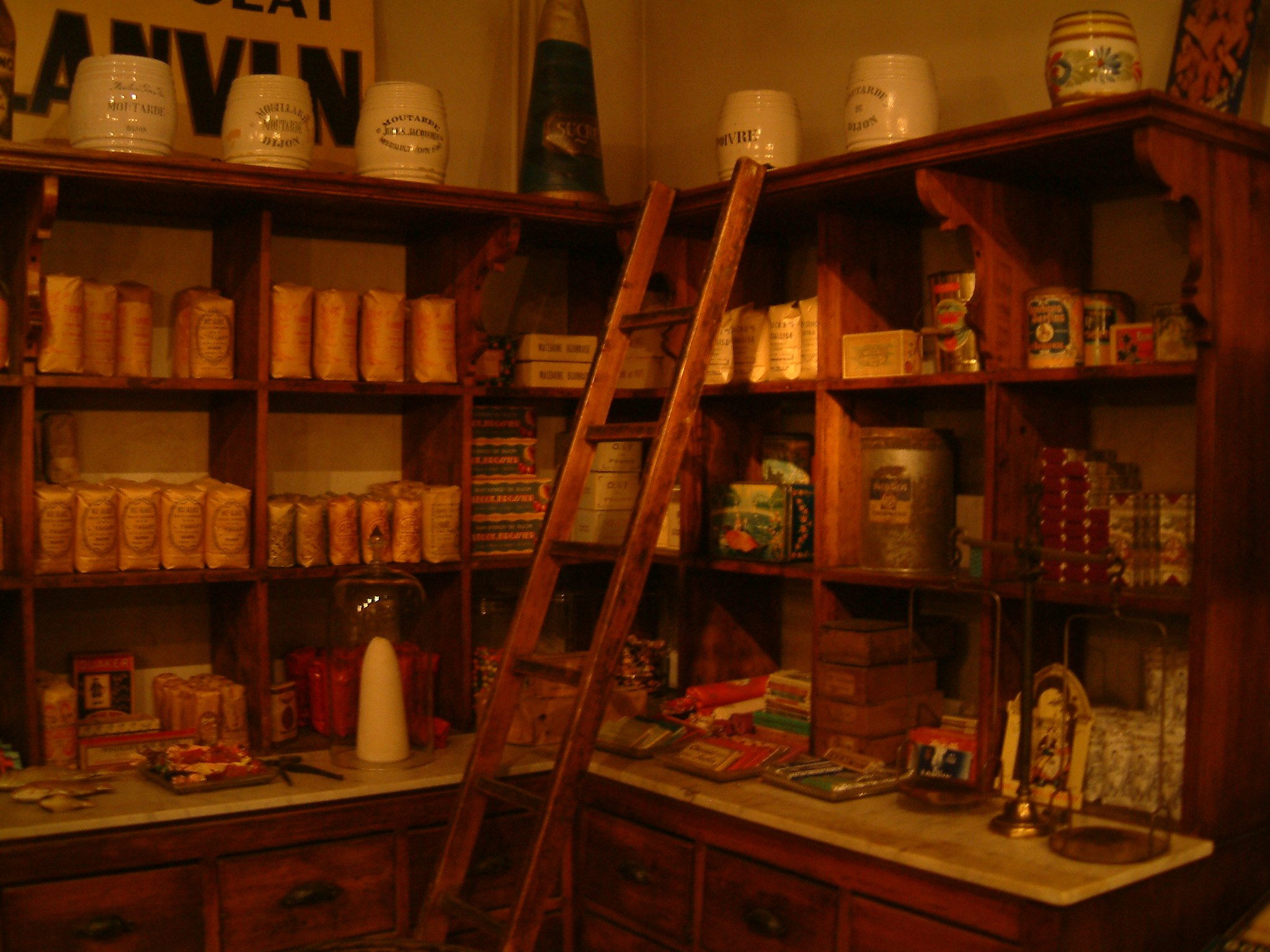

## Besonderheit

### Sammlung
- Traditionelles burgundisches ländliches ethnografisches Kulturgut vom Ende des 19. Jahrhunderts: Wohnkultur, Möbel, Haushaltsgeräte, Trachten
- Handwerk, Werkzeuge, Industrie, Lebensmittel: elf rekonstruierte Dijon-Geschäfte, darunter Hüte, Apotheken, Friseure, Lebensmittelgeschäfte, Metzger usw.
- Geschichte des Dijon-Senfs, indem auf seine Ursprünge, seine Herstellung und die entscheidende Rolle für Dijon hingewiesen wird.
- Sammlung von Dokumenten: mehr als 4500 Werke, 110 Zeitschriftentitel, Fotografien

### Einige Werke
Malerei
- François Gabriel Théodore Basset de Jolimont, Église Saint-Michel, 1831, Aquarell
- Charles Honoré Carteron, Fête des vendanges en Macônnais, 1856, Öl auf Leinwand, 118 × 146 cm[1]
- Gabriel Chapuis, L’usine Pernot, 1897, Öl auf Leinwand, 103,5 × 193 cm
- André Claudot, Enseigne de luthier, Öl auf Leinwand, um 1923, 90 × 260 cm
- Charles Clair, Les lavandières, Öl auf Leinwand, Ende 19. Jahrhundert
- Jean-Jean Cornu, Selbstbildnis, Öl auf Leinwand
- Auguste Drouot, Église Notre-Dame mit Jacquemart, Anfang 20. Jahrhundert, Aquarelle auf Papier
- Jean-Marie Jacomin, Militaire blessé racontant ses campagnes, 1822, Öl auf Leinwand, 94 × 75 cm
- François-Louis Lanfant von Metz, La moutarde de Dijon, Öl auf Karton, 36,5 × 31,8 cm
- Paul Laureaux :
  - La démolition du Château de Dijon, 1891, Öl auf Leinwand
  - Dijon, la brasserie du Parc, 1891, Öl auf Leinwand
- Henri Léopold Lévy, Les Gloires de la Bourgogne,1895, Öl auf Leinwand, 162 × 282 cm[2]

Skulpturen
- Henri Bouchard, Selbstdarstellung, um 1920, Bronze
- Pierre Vigoureux. Das Museum besitzt eine bedeutende Sammlung des Bildhauers.
- Henri Vincenot, Buste de Claudine Bargel, Terrakotta